# Acer cappadocicum
Acer cappadocicum é uma espécie de árvore do gênero Acer, pertencente à família Aceraceae.